# Vaga general espanyola de març de 2012

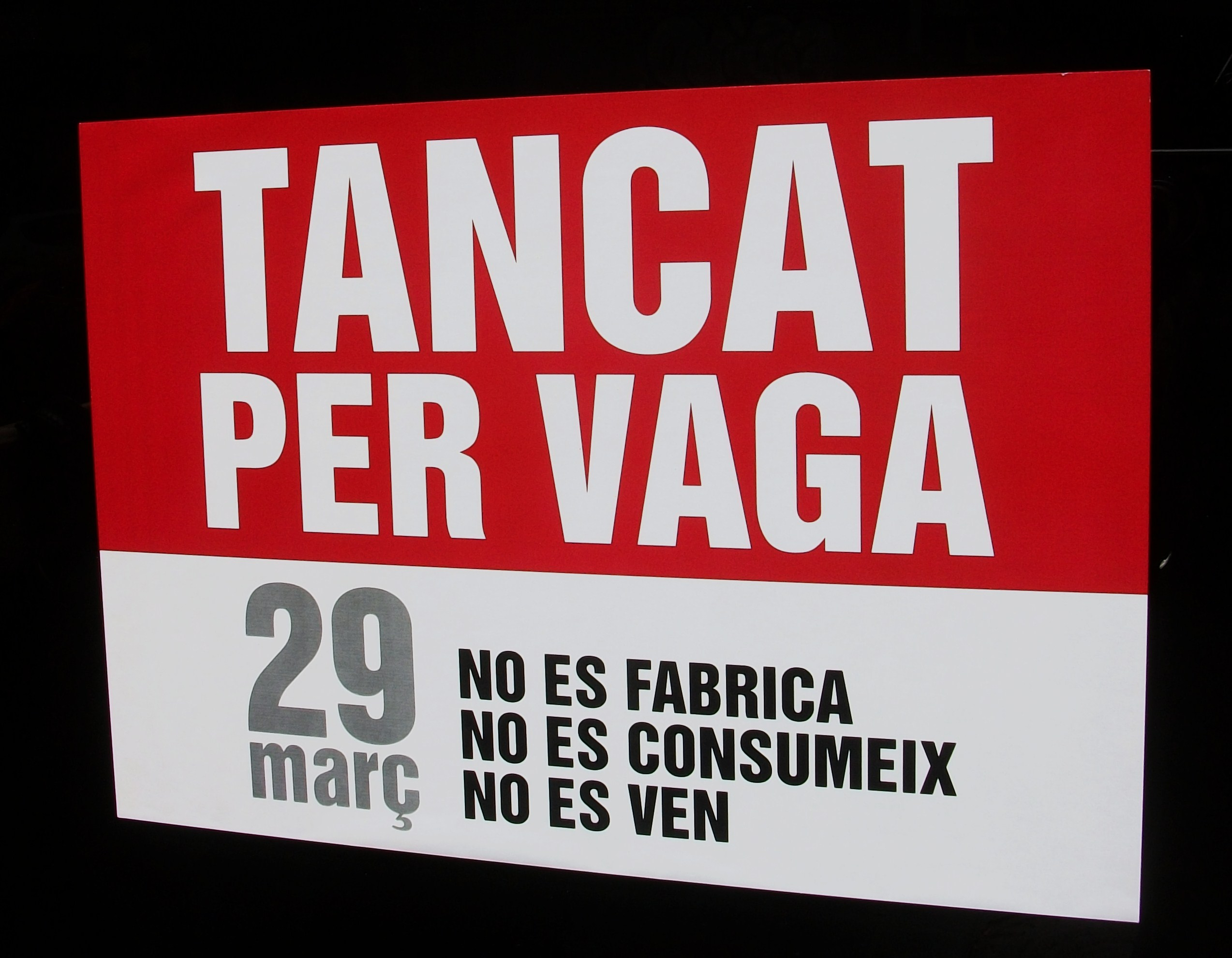
Adhesiu Tancat per vaga a València.

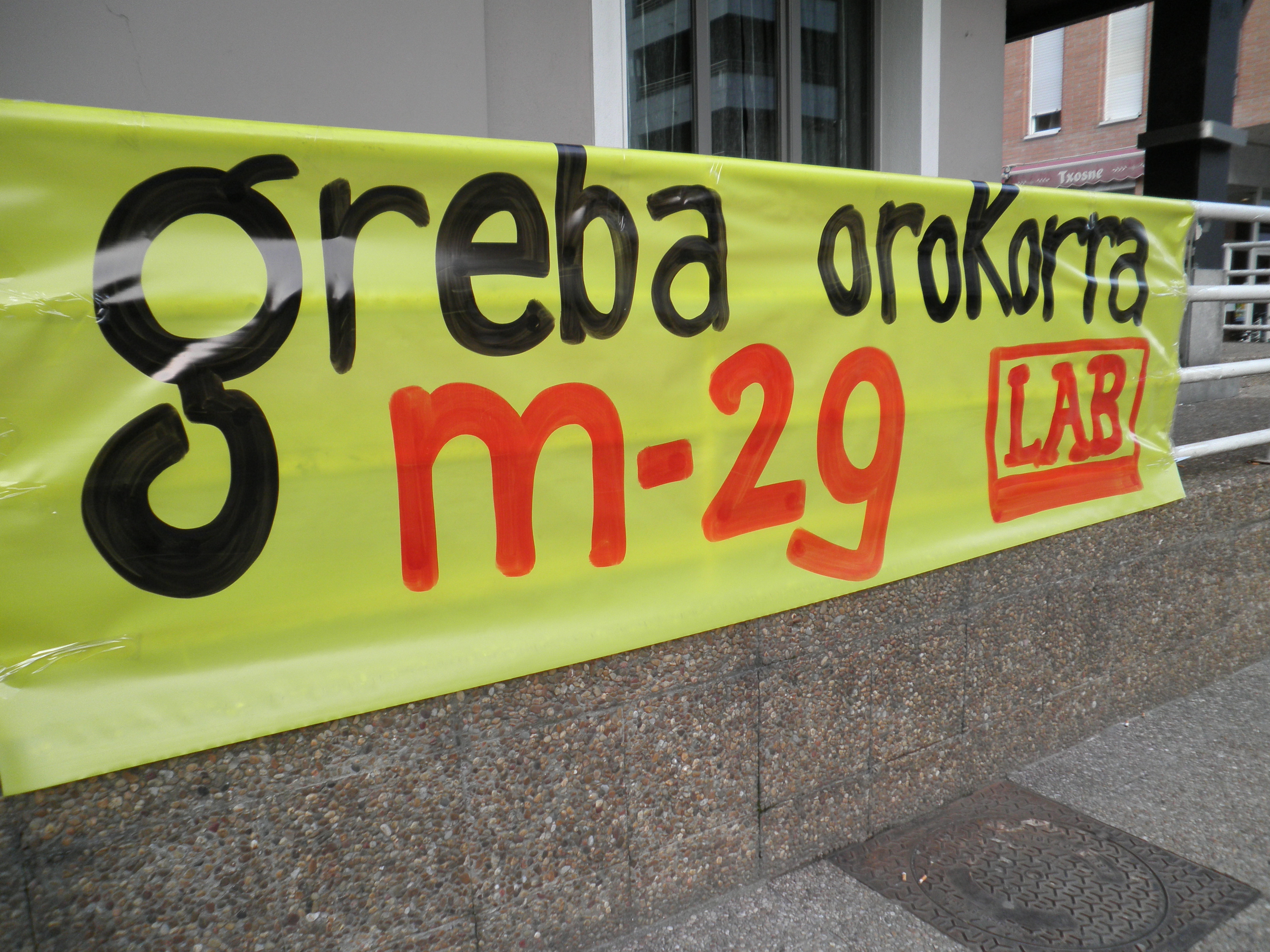
Pancarta, en basc, del sindicat Langile Abertzaleen Batzordeak

La vaga general espanyola del març del 2012 (també coneguda com del 29-M) estigué convocada pel dijous 29 de març pels sindicats majoritaris: Comissions Obreres i Unió General de Treballadors (UGT). Aquesta vaga, de 24 hores de durada, anà en contra de la Reforma laboral de 2012, promoguda pel govern popular de Mariano Rajoy i aprovada en el Consell de Ministres del 10 de febrer de 2010. A la convocatòria també s'hi van unir altres sindicats, com la Confederació General del Treball (CGT), la Confederació Nacional del Treball (CNT), la Unió Sindical Obrera (USO) o la Coordinadora Obrera Sindical (COS), diverses organitzacions i associacions nacionals i internacionals i el Moviment del 15-M.

## Context polític i social
La reforma del mercat laboral a l'Estat espanyol va iniciar el seu camí el 2008, durant la crisi econòmica mundial, quan va començar a reflectir-se a l'Estat espanyol amb un fort augment del nombre d'aturats, ben diferent a com es manifestava en altres països amb el mateix context, on el creixement de l'atur fou molt més moderat. L'executiu de José Luis Rodríguez Zapatero va manifestar llavors la predisposició a una reforma del mercat de treball per a flexibilitzar-lo, condicionat al fet que els agents socials (patronal i sindicats) arribessin a un acord a la taula de diàleg social.
Després de dos anys sense acords, i després que el govern espanyol s'hagués vist obligat a prendre mesures de control de la despesa pressupostària i d'equilibri del dèficit públic davant la pressió dels mercats internacionals després de la forta apreciació de l'euro respecte al dòlar dels Estats Units i la crisi de Grècia, d'una banda, i el fort descens dels ingressos públics, de l'altra, el govern d'Espanya, mitjançant decret llei, va modificar substancialment el mercat laboral i va rebre la Vaga general espanyola de 2010 i finalment José Luis Rodríguez Zapatero el 29 de juliol de 2011 va anunciar que s'avançarien les eleccions generals, a celebrar el 20 de novembre de 2011, i que va guanyar el Partit Popular amb majories absolutes al Congrés i al Senat, esdevenint president Mariano Rajoy Brey.
Un any i mig després de la vaga de 2010, la taxa d'atur no havia deixat de créixer: a finals de setembre de 2010 la taxa d'atur estava en el 21,52% (4.978.300 aturats, segons dades de la EPA), a finals de març rondarà el 23%, amb més de 5.300.000 desocupats.

### La reforma laboral de 2012
Segons la reforma del mercat laboral que va entrar en vigor l'11 de febrer de 2012, els treballadors tindran una indemnització màxima per acomiadament de 33 dies per any treballat, amb un límit de compensació de 24 mensualitats, mentre que el marc laboral anterior establia una indemnització màxima de 45 dies i amb el límit de 42 mensualitats. Es recupera la prohibició de mantenir a un treballador més enllà dels dos anys amb contractes temporals, i l'empresa podrà realitzar un Expedient de Regulació d'Ocupació (ERO) que suposi la reducció de la jornada laboral sense acudir a l'autoritat laboral. i abaixar salaris i jornades, suspendre contractes i canviar les funcions dels treballadors, si hi ha raons econòmiques, tècniques, organitzatives o de producció, i el Fons de Garantia Salarial (FOGASA), només es farà càrrec de vuit dies d'indemnització en els acomiadaments procedents de les pimes.

### Justificació sindical
Els sindicats veuen la reforma laboral i les retallades socials com a mesures que contribuiran a agreujar els problemes econòmics i socials, sense justificació per la crisi econòmica i, generant treball precari i sense drets, incentivant la destrucció d'ocupació al facilitar i abaratir l'acomiadament, i eliminant drets dels treballadors, amb l'únic objectiu d'afavorir la baixada dels costos laborals. La vaga general es convoca per aconseguir la retirada de la reforma laboral i les retallades socials.

## Reaccions prèvies

### A favor
Els sindicats nacionalistes catalans, bascos, gallecs i canaris, així com la Unió Sindical Obrera, Intersindical-CSC, Confederació Nacional del Treball i el Sindicat d'Estudiants també van fer una cridar a sumar-se a la vaga. Entre les adhesions a la vaga hi van destacar un centenar d'associacions com els usuaris de bancs i caixes, associacions de veïns o federacions de pares i mares d'alumnes. També s'hi van adherir 75 ajuntaments, com els de Lleida i l'Hospitalet de Llobregat i més de 2.000 empreses.
Ignacio Fernández Toxo, secretari general de Comissions Obreres, va assegurar que hi hauria «una gran vaga general a Espanya» i, per la seva part, Cándido Méndez, secretari general d'UGT va ser «un missatge potent, cap a dins i cap a fora, que aquest país vol tirar endavant».
Joaquim Nadal, cap de l'oposició del Parlament de Catalunya, va afirmar que la reforma laboral suposava una «ruptura del principi de la negociació col·lectiva». 27 diputats del Congrés dels Diputats van secundar la vaga i no van acudir a la cambra alta.

### En contra
El president de la Confederació de Comerç de Catalunya demanà «respecte» per a aquelles empreses que vulguin obrir i va assegurar que la majoria dels treballadors del comerç no està a favor de la vaga.
Luis de Guindos Jurado, ministre espanyol d'Economia i Competitivitat va dir que el seu govern no modificaria "ni una mica" la Reforma laboral de 2012 malgrat la vaga general. Esperanza Aguirre (PP), presidenta de la Comunitat de Madrid, va criticar els sindicats per convocar una vaga general «sense respectar els 100 dies de cortesia» i va dir que aquesta vaga perseguia «arruïnar encara més Espanya». Aguirre va cridar a «penjar a les xarxes socials fotografies i vídeos qualsevol acte de violència i coacció que es cometi».
Artur Mas, president de la Generalitat de Catalunya, es va mostrar a favor de la Reforma laboral i va dir que podia «ser la base per crear-los en el futur». Josep Antoni Duran i Lleida també va dir que no faria vaga i que aquest dia treballaria «més que mai».

## Transcurs de la jornada

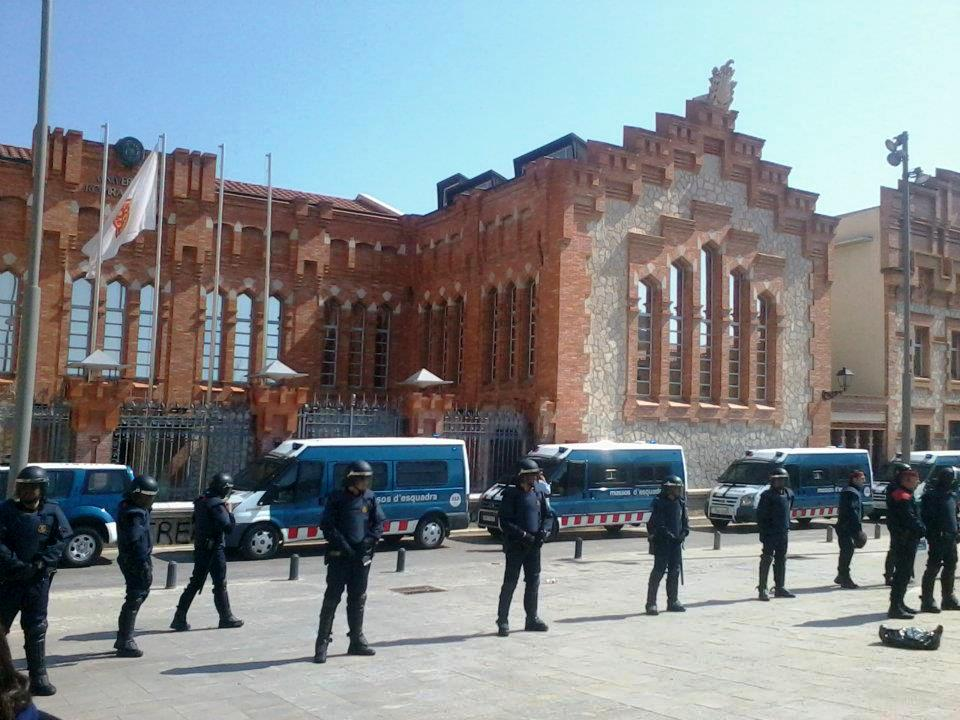
Unitats de l'ARRO dels Mossos d'Esquadra enfront del rectorat de la Universitat Rovira i Virgili.

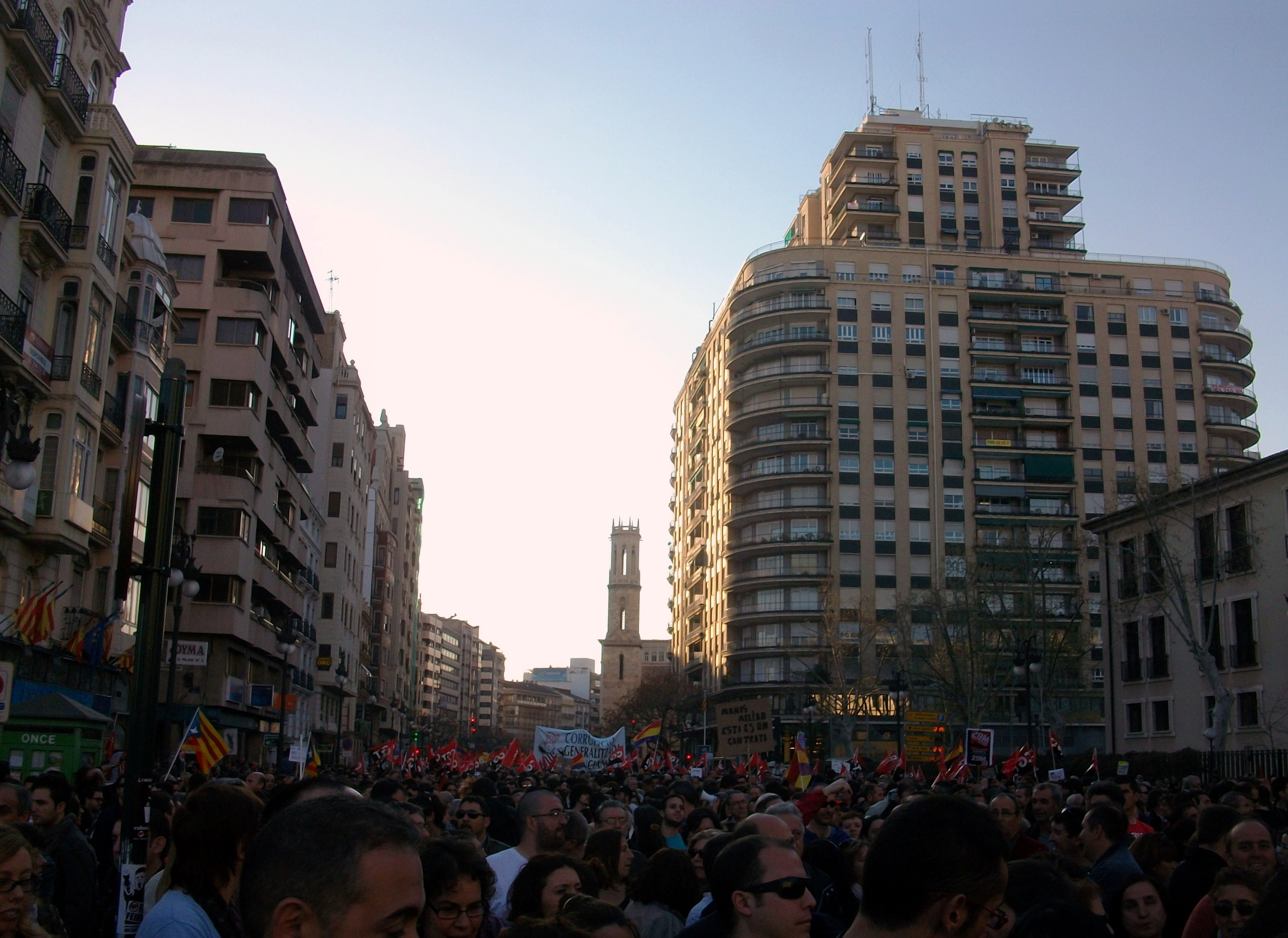
Manifestació a València.

Els serveis mínims en transport i comunicacions es van pactar entre el Ministeri de Foment i els sindicats CCOO i UGT, resultant gairebé idèntics als que es van pactar per a la vaga general de 2010 amb el Govern socialista.
Segons els sindicats, la jornada es va iniciar massivament a la mitjanit i sense incidents destacables. L'acció dels piquets coactius va aturar l'activitat en diversos indrets, especialment a les grans empreses i zones logístiques o de distribució, i es van produir algunes incidents aïllats. A Mercabarna, els piquets van impedir l'entrada de camions i l'activitat va estar pràcticament interrompuda; pràcticament no hi va haver activitat a Seat, Nissan, Siemens o Ficosa. A conseqüència de les mobilitzacions per la vaga general, es van registrar talls en carreteres, les més importants dels quals a l'àrea metropolitana de Barcelona; restriccions en el servei de trens i autobusos i cancel·lacions de vols.
A la tarda es van organitzar manifestacions a les ciutats més importants.

### Seguiment
Els sindicats van xifrar el seguiment de la vaga en un 85%, amb una participació «significativament més elevada» que la darrera vaga del 2010. Per sectors, destacaren la indústria amb 95% i en els serveis públics i l'ensenyament, amb 70%, segons dades dels sindicats. També van apuntar que hi va haver entre un 80% i 90% de seguiment als sectors de l'alimentació i químic.
Els sindicats calcularen que al van tancar el 50% dels comerços, però la Confederació del Comerç de Catalunya va parlar de pràctica normalitat de l'activitat comercial. La Confederació Espanyola d'Organitzacions Empresarials (CEOE), en un comunicat, va definir la vaga com «desigual» i va reconèixer que va tenir major incidència a la indústria, a les grans ciutats i al nord d'Espanya. Per la seva banda, el govern espanyol estimà que l'aturada va ser inferior a la de 2010.
Coincidint amb la vaga, al conjunt de l'estat, la demanda elèctrica va caure a la una de la matinada un 15% respecte a un dia convencional i a les set del matí, la caiguda era del 23,37%, comparable a la d'un dia festiu.

### Incidents a la manifestació alternativa de Barcelona
La manifestació de les 17:00 hores, al Passeig de Gràcia amb Diagonal de Barcelona, organitzada pels sindicats minoritaris CNT-AIT i CGT, a la que s'hi van afegir plataformes ciutadanes i grups d'indignats va iniciar-se amb normalitat i sense incidents, fins que el grup que la tancava va començar a cremar contenidors al carrer Pau Claris mentre la capçalera arribava a la plaça de Catalunya, provocant la càrrega dels Mossos d'Esquadra, que van disparar pilotes de goma al carrer Fontanella després que uns encaputxats haguessin atacat comerços.
Els avalots entre vaguistes i policies es van allargar fins a última hora de la nit, amb un balanç de 38 detinguts i 40 ferits, 5 dels quals van quedar molt greus per impactes de bales de goma.

## Declaracions posteriors
El diari francès Le Monde va destacar la vaga general com a tema central de la portada sota el títol «Vagues, recessió, dèficit: Espanya es converteix en la gran preocupació d'Europa». Subtitulà la notícia afirmant: «Mariano Rajoy presentarà uns pressupostos draconians enmig d'un clima social hostil».
Wolfgang Schäuble, el ministre de Finances alemany va declarar que el seu país creu que el 29-M no va tenir prou suport per frenar el govern espanyol.